# Silnice II/317
Silnice II/317 je silnice II. třídy, která vede z Borohrádku do Litomyšle. Je dlouhá 30 km. Prochází dvěma kraji a třemi okresy.

## Vedení silnice

### Královéhradecký kraj, okres Rychnov nad Kněžnou
- Borohrádek (křiž. I/36, III/3171)
- Velká Čermná (křiž. III/3172, III/3162)
- Číčová (křiž. III/3173)

### Pardubický kraj, okres Ústí nad Orlicí
- Smetana (křiž. III/31611)
- Plchovice
- Bošín
- Běstovice (křiž. II/316, III/3058)
- Choceň (křiž. II/312, II/315, II/357, III/31610, peáž s II/315)
- Kosořín
- Zálší (křiž. III/3176)
- Vračovice (křiž. III/3155, III/3576)
- Chotěšiny (křiž. III/3178)
- České Heřmanice (křiž. III/3179)
- Netřeby

### Pardubický kraj, okres Svitavy
- Bohuňovice (křiž. III/03528)
- Sedliště
- Nedošín (křiž. I/35)